# 柳亭痴楽 (5代目)
五代目 柳亭 痴楽（りゅうてい ちらく、1951年11月30日 - 2009年9月7日）は、北海道石狩郡当別町生まれの落語家。落語芸術協会所属、同協会常任理事を務めたが、病臥後は相談役に退いていた。出囃子は『将門』、定紋は「蔓結びかたばみ」、本名：澤邊 幸三。

## 経歴
札幌商業高校中退後、1968年1月に四代目柳亭痴楽に入門。前座名は「痴太郎」。
1972年5月に二ツ目昇進、「小痴楽」と改名。1976年にNHK新人落語コンクール優秀賞を、1979年に文化庁芸術祭優秀賞を受賞。
1983年5月に四代目春雨や雷蔵、古今亭寿輔、三笑亭夢之助、桂京丸、五代目春風亭柳條、三遊亭春馬と共に真打昇進。 1989年、国立演芸場花形新人大賞受賞。
1996年5月に「五代目柳亭痴楽」襲名。2001年、講談師二代目神田山陽の没後、その弟子の神田ひまわりを門下に迎えるなど、面倒見も良かった。
「楽屋での父親を見たことがなかった」次男の勇仁郎に噺家志望を打ち明けられた矢先の2005年3月、脳幹出血で病臥を余儀なくされる。2008年の神田改メ日向ひまわりの真打昇進披露は、痴楽が病気療養中であったため、落語芸術協会会長の桂歌丸が師匠で有る痴楽の代理を務めた。闘病生活の末、2009年9月7日に腎不全により死去。57歳没。

## 芸風
如何にも噺家といった風貌、気っ風の良い啖呵で若手時代から人気を博す。張本勲（元プロ野球選手）に顔が似ており、物真似でもテレビ出演していた。もちろんユニフォームを着ての登場である。

## 逸話
家族以外では最も一緒にいた時間が長かったという三遊亭小遊三によれば、痴楽は前座・二ツ目時代から豪放磊落で自分の持ち金が尽きようとも仲間に存分に奢るような生活を送っており、稼ぎが増えるとその分奢りの規模が大きくなっていったという。そのような生活がたたってか30代から糖尿病や睡眠障害に見舞われ、ゴルフや麻雀のプレー中に寝ることもしばしばあったが、高座では寝なかった。病に倒れたあと、病床の痴楽は不自由な身ながら小遊三に協会の今後の在り方などに関してアドバイスを送ったが、その際に上杉鷹山について書かれた本を小遊三に貸した。かつての豪放磊落な痴楽を知る小遊三は、そのことについて「痴楽さんが倹約を勧めるのか」と妙におかしかったそうである。
小学生の頃の息子・小痴楽が父の日のプレゼントに『肩叩き券』をあげた。母（痴楽の妻）に見せると「パパ喜ぶよ」と褒めてくれた。夜になり喜び勇んで渡すと痴楽はとたんにその券を破き「こんなもん使わなくても、やれって言ったらいつでもやれ。恩着せがましいことすんな。」と言った。小痴楽が泣きそうになるとリビングでそれを聞いていた母が凄い勢いで飛んできて痴楽の頭を叩き「なにやってんだバカ野郎!喜んで貰え!」と激怒。あまりの剣幕に皆が驚いていると、悔しそうな顔をした痴楽がそっとセロハンテープで券を直し始めた。

## 芸歴
- 1968年1月 - 四代目柳亭痴楽に入門、前座名は「痴太郎」。
- 1972年5月 - 二ツ目昇進、「小痴楽」と改名。
- 1983年5月 - 真打昇進。
- 1996年5月 - 「五代目柳亭痴楽」襲名。

## 受賞歴
- 1976年 - NHK新人落語コンクール優秀賞
- 1979年 - 文化庁芸術祭優秀賞
- 1989年 - 国立演芸場花形新人大賞

## 一門弟子

### 講談
- 日向ひまわり - 二代目神田山陽死去に伴い移籍

### 色物
- 江戸家まねき猫（動物ものまね）

### 移籍
- 柳亭ち太郎 - 痴楽の次男、二代目桂平治門下から移籍し、その後柳亭楽輔門下に移籍[3]

## 出演
- GO!GO!5時（ファイブ）（1978年5月6日 - 、北海道テレビ放送） - 司会進行役[4]
- テンヨ武田「テンヨのだしつゆ」（CM）

## 註
1. 1 2 3 4 5 6  “渡邉寧久「落語家・五代目柳亭痴楽　睡眠障害とも闘い」”. zakzak 悼 Ｍｅｍｏｒｙ.   SANKEI DIGITAL INC. (2009年10月20日). 2019年6月12日閲覧。
2. ↑  「五代目柳亭痴楽さん：落語家、落語芸術協会相談役：腎不全のため9月7日死去57歳」『毎日新聞』 2009年10月14日、26面、社会面
3. ↑  楽輔は、三代目小痴楽に将来六代目痴楽を継がせる意向をブログで表明『楽輔の独り言』 2009年9月14日付
4. ↑  1978年5月6日 北海道新聞 テレビ欄